# Pseudocercospora panacis
Pseudocercospora panacis är en svampart som först beskrevs av Thirum. & Chupp, och fick sitt nu gällande namn av Y.L. Guo & X.J. Liu 1992. Pseudocercospora panacis ingår i släktet Pseudocercospora och familjen Mycosphaerellaceae.   Inga underarter finns listade i Catalogue of Life.